# Dwudyszne
Dwudyszne (Dipnoi) – podgromada ryb mięśniopłetwych (Sarcopterygii) charakteryzujących się możliwością oddychania powietrzem atmosferycznym przy pomocy częściowo uwstecznionych skrzeli lub za pomocą pęcherza pławnego przekształconego w rodzaj płuca połączonego z przełykiem (stąd nazwa dwudyszne).

## Występowanie
W zapisie kopalnym są znane ze skamieniałości wczesnodewońskich. Prawdopodobnie należą do nich Powichthys i Youngolepis. Nieliczne formy przetrwały do czasów współczesnych.
Formy kopalne żyły pierwotnie w morzach, stopniowo przeszły do wód śródlądowych. Współczesne gatunki zamieszkują wody słodkie Australii, Afryki i Ameryki Południowej.

## Cechy charakterystyczne
Dwudyszne charakteryzują się niesegmentowanym szkieletem osiowym, w znacznej części chrzęstnym – brak trzonów kręgowych. Uzębienie stanowią masywne płytki zębowe przystosowane do rozdrabniania i mielenia. Pęcherz pławny przekształcił się w rodzaj płuca, które łączy się z jelitem po stronie brzusznej. Narząd ten umożliwia oddychanie powietrzem atmosferycznym. U ryb tych występuje odrębny krwiobieg płucny. Komora serca jest częściowo przedzielona przegrodą. Występuje stożek tętniczy, a u form współczesnych zastawka spiralna i stek.
Niektóre dwudyszne wykazują zdolność do estywacji – podczas okresów suchych wygrzebują nory w mule, otaczają kokonem z zasychającego śluzu i zapadają w odrętwienie. Kopalne nory dwudysznych, czasem z zachowanymi szkieletami, znane są od permu.

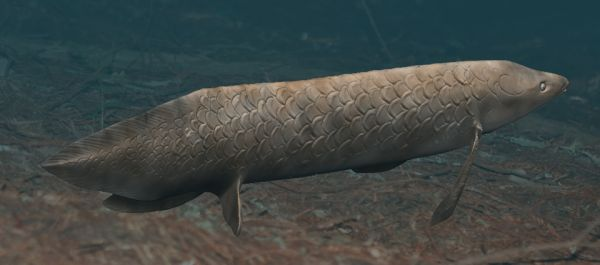
Rekonstrukcja Ceratodus sp. ze środkowego triasu

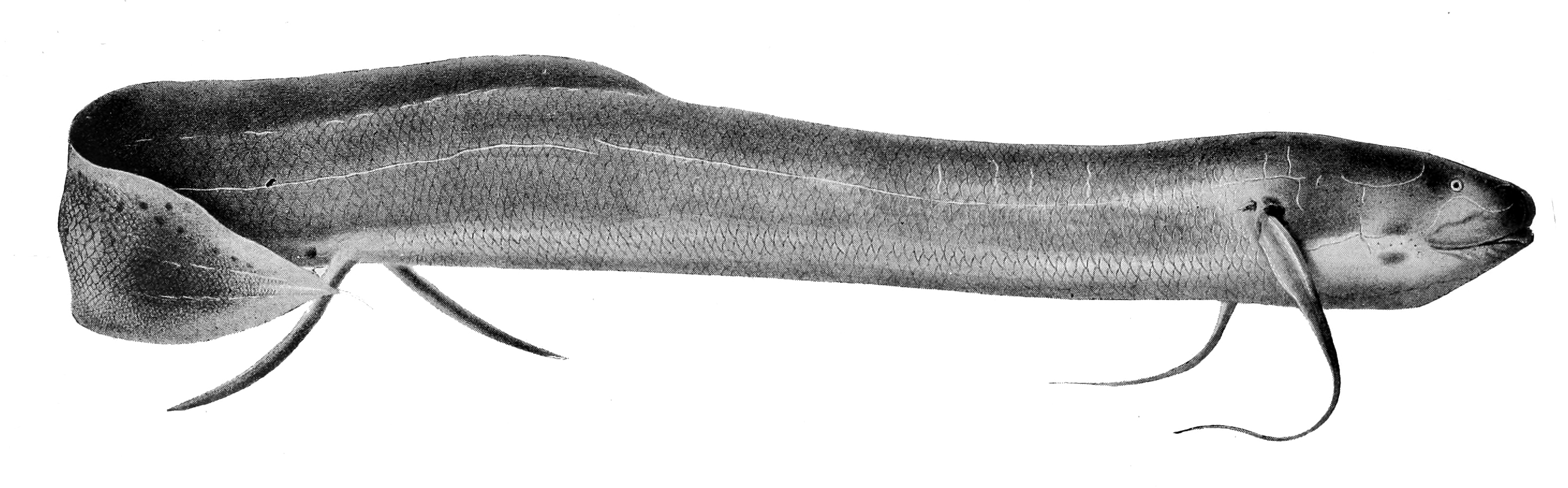
Protopterus dolloi

Największe są ryby dwudyszne Afryki, przekraczające nieznacznie 2 m długości i osiągające blisko 40 kg masy ciała. Ryby dwudyszne Australii dorastają do 1,5 m, a amerykańskie do 1,2 m długości.

## Klasyfikacja
Klasyfikacja dwudysznych nastręcza pewnych trudności, ponieważ są one podobne zarówno do ryb, jak i kręgowców lądowych, a nowe odkrycia paleontologiczne skłaniają autorów do stawiania kolejnych hipotez o filogenezie tej grupy. Ryby dwudyszne były klasyfikowane na różne sposoby: w randze gromady Dipnoi, podgromady Dipnomorpha, a nawet rzędu Dipteriformes. 
Joseph S. Nelson w czwartym wydaniu Fishes of the World nie wyróżnił Dipnoi, rodziny zaliczane dotychczas do prapłaźcokształtnych włączył do rogozębokształtnych i wraz z czworonogami (Tetrapoda) i wieloma grupami ryb wymarłych umieścił w Dipnotetrapodomorpha, taksonie uznanym przez innych autorów za monofiletyczny. 
Niezależnie od ciągłych zmian w klasyfikacji dwudysznych istnieje wszakże ogólna zgoda, że w ich obrębie można wyróżnić 3 rodziny gatunków współcześnie występujących, klasyfikowane w jednym rzędzie:
- Ceratodontiformes – rogozębokształtne